# Ваи (письмо)
Письмо ваи (ꕙꔤ) — письмо языка ваи, распространённого в основном в Либерии. Было разработано Момолу Дувалу Букеле (Mɔmɔlu Duwalu Bukɛlɛ) из либерийской провинции Гранд-Кейп-Маунт. Первые документы, написанные письмом ваи, появляются в 1830-х годах. Ныне существует теория, что письмо ваи могло развиться под влиянием письма чероки.

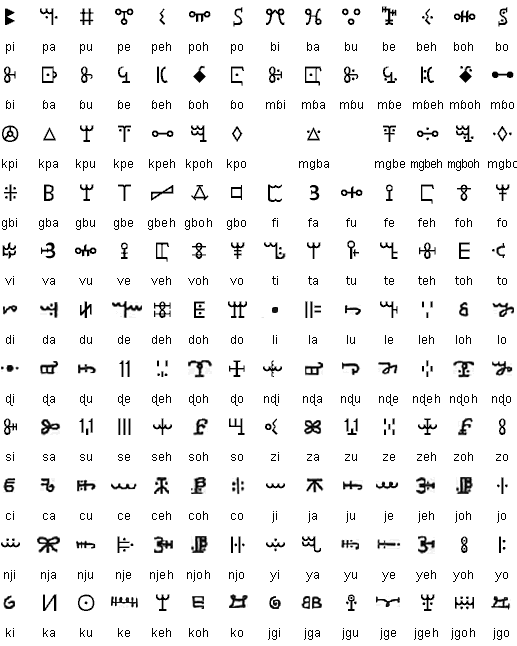
Большая часть слогового алфавита ваи. Eh и oh являются открытыми гласными /[ɛ, ɔ]/. jg в нижнем ряду соответствует /[ŋɡ]/. Не показаны слоги, начинающиеся с g, h, w, m, n, ny, ng /[ŋ]/, и гласные.

Ваи является простым слоговым письмом. Знаки пишутся слева направо и соответствуют слогам типа согласный-гласный. Конечный носовой звук записывается тем же знаком, что и слоговой носовой. Первоначально существовали отдельные знаки для слогов, оканчивающихся на носовой звук (например, don), содержащих долгий гласный (например, soo), дифтонг (например, bai), а также слоги bili и sεli. Однако в современном письме все эти варианты отсутствуют.
В слоговой письменности ваи не существовало знаков для всех слогов, пока в 1962 году Университет Либерии не стандартизировал письменность. Недостающие знаки образовывались модификацией уже существующих знаков путём добавления дополнительных точек и черт. Для носовых гласных существует относительно небольшое число знаков, так как лишь немногие из них сочетаются со всеми согласными.
Момолу Дувалу Букеле считается создателем и главным распространителем письменности (на что его вдохновил сон) как самими ваи, так и большинством ученых. Однако недавно появились данные, свидетельствующие, что разработанное в 1819 году индейским вождём Секвойей слоговое письмо чероки могло послужить моделью для создания слогового письма ваи.
Связью между двумя системами письма могли быть индейцы племени чероки, иммигрировавшие в Либерию. Один из таких индейцев, Остин Кертис, женился на представительнице знатного рода ваи и стал одним из вождей. Надпись, впервые привлекшая внимание мировой общественности к письменности, была сделана на доме этого индейца.
Учёные из Университета Новой Англии и Института истории человечества Макса Планка в 2022 году опубликовали работу в которой исследовали эволюцию письменности изучая развитие письменности ваи с 1834 года до наших дней.
Существует версия, что письменность ваи может быть связана с существовавшим в Западной Африке рисуночным письмом нсибиди.